# Han Yong-thae
Han Yong-thae (kor. 한용태; * 30. Oktober 1996 in der Präfektur Tokio, Japan) ist ein nordkoreanischer Fußballspieler.

## Karriere

### Verein
Han Yong-thae erlernte das Fußballspielen in der Schulmannschaft der Tokyo Korean High School sowie in der Universitätsmannschaft der Korea University in Japan. Seinen ersten Vertrag unterschrieb er 2019 beim Matsumoto Yamaga FC. Der Verein aus Matsumoto spielte in der ersten japanischen Liga, der J1 League. Die Saison 2019 wurde er an den Drittligisten Kagoshima United FC ausgeliehen. Mit dem Verein aus Kagoshima spielte er 35-mal in der dritten Liga. Anfang 2020 ging er auf Leihbasis zum Zweitligisten Tochigi SC nach Utsunomiya. Hier stand er neunmal in der zweiten Liga auf dem Spielfeld. Ende Oktober 2020 kehrte er zum mittlerweile in der zweiten Liga spielenden Matsumoto Yamaga zurück. Nach Vertragsende bei Matsumoto wechselte er im Februar zum Drittligisten Iwate Grulla Morioka nach Morioka. Ende der Saison 2021 feierte er mit Iwate die Vizemeisterschaft und den Aufstieg in die zweite Liga. Nach nur einer Saison in der zweiten Liga musste er mit dem Verein am Ende der Spielzeit als Tabellenletzter wieder in die dritte Liga absteigen.

### Nationalmannschaft
Han Yong-thae spielte 2018 viermal in der nordkoreanischen U23-Nationalmannschaft. Mit dem Team nahm er an den Asienspielen im indonesischen Jakarta teil.

## Erfolge
Iwate Grulla Morioka
- J3 League: 2021 (Vizemeister)  ▲